# Granskär, Houtskär
Granskär är en ö i Finland. Den ligger i Skärgårdshavet och i kommunen Pargas i landskapet Egentliga Finland, i den sydvästra delen av landet. Ön ligger omkring 55 kilometer väster om Åbo och omkring 200 kilometer väster om Helsingfors.
Öns area är 1,6 hektar och dess största längd är 170 meter i sydväst-nordöstlig riktning. Runt Granskär är det glesbefolkat, med 8 invånare per kvadratkilometer. Närmaste större samhälle är Houtskär, 9,1 km söder om Granskär.